# Slavic Cup w biegach narciarskich 2013/2014
Slavic Cup w biegach narciarskich 2013/2014 to kolejna edycja tego cyklu zawodów. Rywalizacja rozpoczęła się 21 grudnia 2013 w czeskim Horní Mísečky, a zakończyła 23 marca 2014 w słowackiej Kremnica Skalka.
Obrończynią tytułu wśród kobiet była Słowaczka Daniela Kotschová, a wśród mężczyzn Czech Jiří Horčička.

## Kalendarz i wyniki

### Kobiety
| Lp. | Data            | Miejscowość         | Dystans               | 1. miejsce       | 2. miejsce          | 3. miejsce          |
| --- | --------------- | ------------------- | --------------------- | ---------------- | ------------------- | ------------------- |
| 1.  | 21 grudnia 2013 | Horní Mísečky       | 5 km st. klasycznym   | Klára Moravcová  | Magdalena Kozielska | Emilia Romanowicz   |
| 2.  | 22 grudnia 2013 | Horní Mísečky       | 10 km st. dowolnym    | Klára Moravcová  | Ludmila Horka       | Magdalena Kozielska |
| 3.  | 4 stycznia 2014 | Nové Město          | Sprint st. dowolnym   | Sandra Schützová | Petra Hyncicova     | Klára Moravcová     |
| 4.  | 5 stycznia 2014 | Nové Město          | 10 km st. klasycznym  | Klára Moravcová  | Eliška Hájková      | Sandra Schützová    |
| 5.  | 14 lutego 2014  | Szczyrbskie Jezioro | Sprint st. dowolnym   | Sandra Schützová | Barbora Klementová  | Eliška Hájková      |
| 6.  | 15 lutego 2014  | Szczyrbskie Jezioro | 5 km st. dowolnym     | Eliška Hájková   | Sandra Schützová    | Šárka Klaclová      |
| 7.  | 16 lutego 2014  | Szczyrbskie Jezioro | 3,4 km st. dowolnym   | Eliška Hájková   | Sandra Schützová    | Justyna Mordarska   |
| 8.  | 8 marca 2014    | Wisła-Kubalonka     | Sprint st. klasycznym | Odwołany         | Odwołany            | Odwołany            |
| 9.  | 9 marca 2014    | Wisła-Kubalonka     | 10 km st. dowolnym    | Odwołany         | Odwołany            | Odwołany            |
| 10. | 12 marca 2014   | Zakopane            | 10 km st. klasycznym  | Odwołany         | Odwołany            | Odwołany            |
| 11. | 13 marca 2014   | Zakopane            | 5 km st. dowolnym     | Odwołany         | Odwołany            | Odwołany            |
| 12. | 22 marca 2014   | Kremnica Skalka     | Sprint st. dowolnym   | Odwołany         | Odwołany            | Odwołany            |
| 13. | 23 marca 2014   | Kremnica Skalka     | 10 km st. klasycznym  | Odwołany         | Odwołany            | Odwołany            |

### Mężczyźni
| Lp. | Data            | Miejscowość         | Dystans               | 1. miejsce      | 2. miejsce             | 3. miejsce             |
| --- | --------------- | ------------------- | --------------------- | --------------- | ---------------------- | ---------------------- |
| 1.  | 21 grudnia 2013 | Horní Mísečky       | 10 km st. klasycznym  | Stanislav Řezáč | Martin Koukal          | Paul Constantin Pepene |
| 2.  | 22 grudnia 2013 | Horní Mísečky       | 15 km st. dowolnym    | Martin Koukal   | Paul Constantin Pepene | Jakub Gräf             |
| 3.  | 4 stycznia 2014 | Nové Město          | Sprint st. dowolnym   | Dušan Kožíšek   | Peter Mlynár           | Jan Šrail              |
| 4.  | 5 stycznia 2014 | Nové Město          | 15 km st. klasycznym  | Petr Novák      | Ondřej Horyna          | Jacob Kordutch         |
| 5.  | 14 lutego 2014  | Szczyrbskie Jezioro | Sprint st. dowolnym   | Ondřej Horyna   | Jacob Kordutch         | Jan Šrail              |
| 6.  | 15 lutego 2014  | Szczyrbskie Jezioro | 10 km st. dowolnym    | Jakub Gräf      | Adam Fellner           | Ondřej Horyna          |
| 7.  | 16 lutego 2014  | Szczyrbskie Jezioro | 6,8 km st. dowolnym   | Jakub Gräf      | Jan Šrail              | Ondřej Horyna          |
| 8.  | 8 marca 2014    | Wisła-Kubalonka     | Sprint st. klasycznym | Odwołany        | Odwołany               | Odwołany               |
| 9.  | 9 marca 2014    | Wisła-Kubalonka     | 15 km st. dowolnym    | Odwołany        | Odwołany               | Odwołany               |
| 10. | 18 lutego 2014  | Zakopane            | 15 km st. klasycznym  | Odwołany        | Odwołany               | Odwołany               |
| 11. | 19 lutego 2014  | Zakopane            | 10 km st. dowolnym    | Odwołany        | Odwołany               | Odwołany               |
| 12. | 22 marca 2014   | Kremnica Skalka     | Sprint st. dowolnym   | Odwołany        | Odwołany               | Odwołany               |
| 13. | 23 marca 2014   | Kremnica Skalka     | 15 km st. klasycznym  | Odwołany        | Odwołany               | Odwołany               |

## Klasyfikacje
| Lp. | Zawodnik            | Punkty |
| --- | ------------------- | ------ |
| 1.  | Sandra Schützová    | 420    |
| 2.  | Eliška Hájková      | 385    |
| 3.  | Klara Moravcova     | 360    |
| 4.  | Justyna Mordarska   | 222    |
| 5.  | Marzena Maciulewicz | 219    |
| 6.  | Šárka Klaclová      | 215    |
| 7.  | Urszula Łętocha     | 195    |
| 8.  | Ludmila Horka       | 191    |
| 9.  | Petra Hyncicova     | 174    |
| 10. | Dominika Bielecka   | 161    |

| Lp. | Zawodnik         | Punkty |
| --- | ---------------- | ------ |
| 1.  | Jakub Gräf       | 436    |
| 2.  | Jacob Kordutch   | 316    |
| 3.  | Ondřej Horyna    | 309    |
| 4.  | Jan Šrail        | 290    |
| 5.  | Petr Knop        | 279    |
| 6.  | Dušan Augustinak | 224    |
| 7.  | Martin Koukal    | 180    |
| 8.  | Adam Fellner     | 174    |
| 9.  | Jakub Rádl       | 169    |
| 10. | Dušan Kožíšek    | 150    |
| 10. | Miroslav Rypl    | 150    |